# Douzième collège du Nord (Hazebrouck) de 1831 à 1848
Le 12e collège du Nord était l'une des 12 circonscriptions législatives françaises que comptait le département du Nord pendant la monarchie de Juillet.

## Description géographique et démographique
Le 12e collège du Nord est une partie intérieure de la Flandre française, enclavée entre l'arrondissement de Dunkerque et de Lille. Située entre la Belgique et le Pas-de-Calais, la circonscription est centrée autour de la ville d'Hazebrouck. 
Elle regroupait les divisions administratives suivantes : canton de Cassel ; canton d'Hazebrouck-Nord ; canton d'Hazebrouck-Sud ; canton de Steenvoorde ; canton de Merville ; canton de Bailleul-Nord-Est ; canton de Bailleul-Sud-Ouest.

## Historique des députations
| Législature    | Début de mandat   | Fin de mandat   | Député élu           | Parti politique          | Observations |
| -------------- | ----------------- | --------------- | -------------------- | ------------------------ | ------------ |
| 2e législature | 5 juillet 1831    | 25 mai 1834     | Jean-François Warein | Centre droit             |              |
| 3e législature | 21 juin 1834      | 3 octobre 1837  | Jean-François Warein | Centre droit             |              |
| 4e législature | 4 novembre 1837   | 2 février 1839  | Jean-François Warein | Centre droit             |              |
| 5e législature | 2 mars 1839       | 12 juin 1842    | Jean-François Warein | Centre droit             |              |
| 6e législature | 24 septembre 1842 | 6 juillet 1846  | Louis Behaghel       | Opposition légitimiste   |              |
| 7e législature | 1er août 1846     | 24 février 1848 | Charles Plichon      | Majorité gouvernementale |              |